# Interstella 5555: The 5tory of the 5ecret 5tar 5ystem
Interstella 5555: The 5tory of the 5ecret 5tar 5ystem (インターステラ5555?) es una película de animación francojaponesa, lanzada originalmente el 1 de diciembre de 2003. Esta película es la realización visual de Discovery, álbum del dúo francés de música electrónica, Daft Punk. 
Cada canción del álbum se animó como un episodio en la historia del secuestro y rescate de una banda de pop interestelar. Cada vídeo comenzaba donde se interrumpía la historia en la secuencia anterior. No tiene diálogos y cuenta con ligeros efectos sonoros, tales como disparos y llantas de vehículos .
La película fue producida por el mismo dúo Daft Punk, Cédric Hervet y Emmanuel de Buretel junto con Toei Animation, contando con Leiji Matsumoto como supervisor gráfico. 
Esta película fue presentada durante el 56.º Festival de Cannes.

## Argumento
One More Time: La película se inicia con el acercamiento a un planeta extraterrestre, donde un grupo compuesto por el guitarrista Arpegius, el baterista Baryl, el tecladista Octave y la bajista Stella, está dando un concierto frente a un auditorio de miles de personas, todos extraterrestres de piel azul. De repente, naves espaciales invaden el lugar al servicio de una figura oscura vestida con esmoquin.
Aerodynamic: Un centenar de soldados salidos de las naves irrumpen adormeciendo a los presentes con gas y capturando a los miembros de la banda. Arpegius escapa, aunque no tarda en ser capturado. Los soldados apresan a los miembros del grupo, y los llevan de vuelta a su nave para ir a la Tierra.
Digital Love: Desapercibido por los asaltantes, es mandada una señal desde una torre de vigilancia a la única nave al alcance: un caza espacial con forma de guitarra, pilotada por Shep. Shep, quien al principio está soñando despierto con Stella, su amor platónico, regresa a la realidad por la señal de alarma. Al darse cuenta de que el grupo, y por lo tanto su amada, han sido secuestrados, decide perseguir a los secuestradores por un agujero de gusano, el cual los lleva al planeta Tierra. Shep sufre de un aterrizaje forzoso, y queda inconsciente.
Harder, Better, Faster, Stronger: En una instalación secreta subterránea, los cuatro secuestrados pasan por un proceso automatizado que borra sus memorias y las sustituye por memorias humanas, guardando los originales en discos respaldo. Se les cambia el pigmento de piel y el cabello para hacerlos parecer humanos, y les implantan aparatos con los cuales controlan sus mentes. Al final se muestra al hombre de esmoquin quien es la mente maestra detrás del secuestro: Un ambicioso mánager musical conocido como Earl de Darkwood.
Crescendolls: Earl decide viajar con la banda a la discográfica Records, en donde fácilmente los aceptan y esta se convierte en un fenómeno mundial en un abrir y cerrar de ojos, conocidos como los Crescendolls. 
Nightvision: Tiempo después, los miembros de la banda se sienten agotados no solo por la vida de fama y fortuna, también porque Darkwood los hace trabajar hasta el punto de casi colapsar; mientras, un encapuchado que resulta ser Shep disfrazado observa a Stella desde las sombras en una pantalla de propagandas.
Superheroes: Durante un gran concierto, Shep llega de improviso, cae al escenario desde un dirigible, y, usando un aparato láser, libera a Arpegius, Baryl y Octave del control mental, pero llega tarde para salvar a Stella, ya que se interpone Darkwood. Darkwood manda a sus guardaespaldas tras ellos, pero ellos escapan en una furgoneta y así comienza una persecución. Aunque sus perseguidores les pierden el rastro, Shep queda gravemente herido. 
High Life: Stella, aún bajo el control mental, representa como ganadores a los Crescendolls en la entrega del disco de oro, entre los nominados, aparecen los integrantes de Daft Punk. En el último minuto, aparece Baryl, que usando el dispositivo de Shep libera a Stella del control mental y la ayuda a escapar.
Something About Us: Al llegar a una bodega abandonada, Stella descubre a un moribundo Shep, que en su último aliento le confiesa su amor y antes de morir revela a los cuatro que son extraterrestres. 
Voyager: La banda decide huir de la ciudad en la furgoneta mientras buscan un lugar para enterrar al valiente Shep, finalmente deciden hacerlo al pie de un árbol junto a un acantilado donde al dar descanso a su cuerpo sale volando como espíritu, sonriéndoles y deseándoles buena suerte. Esa noche, mientras viajan por carretera, deciden ir a la mansión Darkwood, para averiguar más de su secuestro. 
Veridis Quo: Tras llegar a la mansión y recorrerla encuentran en un salón un grimorio titulado "Veridis Quo". El libro revela la sombría historia de Darkwood: hace siglos era el hijo de un alquimista, sin embargo sus padres fallecieron cuando un asteroide destruyó su castillo. Darkwood siguió los pasos de su padre continuando sus investigaciones, descubriendo que el asteroide llegó por un agujero negro invisible en el espacio que conecta al Sistema solar con otro Sistema planetario, por ello creó un navío espacial que le permitió explorarlo. Desde entonces ha pasado siglos secuestrando talentosos artistas extraterrestres para explotarlos en la Tierra, hacerle ganar discos de oro y posteriormente sacrificarlos en un altar creado en el sitio del impacto. Cuando Darkwood obtenga 5555 discos (siendo Crescendolls el último) tendrá el poder de controlar el universo. Los muchachos son capturados y llevados al altar frente a Darkwood, quien decide usar a Stella como sacrificio final. Cuando está a punto de finalizar el ritual, Octave y Baryl enfrentan y derrotan a los guardaespaldas mientras Arpegius arroja el último disco de oro a un pozo de lava. Darkwood, desesperado, intenta salvar el disco cayendo en el pozo, el ritual no se termina y en apariencia Darkwood muere, pero su esencia maligna sigue con vida, salvan a Stella antes que muera y escapan mientras el recinto comienza a derrumbarse.
Short Circuit: De regreso a la ciudad y con el libro en mano, Octave se infiltra en el edificio del sello discográfico Records para obtener el disco maestro de su sencillo "One more time" que contiene los discos con el respaldo de su memoria. Es atrapado por los guardias de seguridad, quienes al paralizarlo con un aturdidor eléctrico, liberan la verdadera apariencia extraterrestre de Octave. Mientras tanto, una gran cantidad de energía oscura, la esencia de Darkwood, sale de los restos de la mansión.
Face to Face: La noticia es de impacto mundial, pues por medio del libro Verdis Quo es revelada la historia de la banda y entre los científicos más destacados deciden ayudar a los desafortunados miembros de la banda a volver a su aspecto normal y devolverles su memoria. Por medio de la ayuda de la IASO, una versión internacional de la NASA, la nave de Shep es reparada y la banda está lista para volver a su planeta natal.
Too Long: Mientras cruzan el agujero negro, son atacados por la esencia maligna de Darkwood, que es derrotado por el espíritu de Shep, quien lo reduce y se lo lleva al otro mundo. Mientras Stella recuerda por flashbacks todos los eventos de la historia, deciden salir adelante y entre los cuatro seguir con sus vidas. Al llegar a su planeta son recibidos con ovaciones, mientras interpretan otro de sus sencillos, el cual es escuchado también en la Tierra. Al final, Stella revela una estatua a la memoria de Shep, mientras mira al cielo.
La cámara se aleja hasta terminar en un disco LP de álbum Discovery, de Daft Punk. Al final, se observa a un niño fanático de Daft Punk que tiene en juguetes, todos los personajes de la historia. Sus padres lo acuestan para dormir, mientras el disco se detiene y se apaga la luz.

## Recepción
La película fue bien recibida por la crítica. Mantiene actualmente un índice de aprobación del 86% en Rotten Tomatoes basado en siete críticas (6 positivos, 1 negativo). La BBC dio a la película cuatro estrellas de cinco, diciendo que la película es una "delicia visual y auditiva de proporciones intergalácticas”.
Sin embargo, la revista Empire dijo de la película: "Está bien si te gusta la banda, se tratará de algunos dibujos animados que tocan acerca de su álbum Discovery. Para todos los demás, simplemente tonto".